# Söndagsjägare
Söndagsjägare (finska: Sunnuntaimetsästäjät) är en finländsk komedifilm från 1921, regisserad av Hjalmar V. Pohjanheimo och producerad av Lyyra Filmi. Idag har alla kopior gått förlorade.
Filmen handlar om stationsförvaltaren Semaforus Obstinatus Fasán (Väinö Lehmus) och läkaren Nimrod Resptén (Matti Jurva), som båda är stora jaktmänniskor. Varje år beger de sig ut på höstjakt och just den här gången medföljer även Fasáns son Felix-Leo (Birger Pohjanheimo), då denne vet att han kommer träffa skogvaktarens dotter Kerttu (Saima Lehmus), som han råkar vara förälskad i. Resptén vill dock gifta bort Felix-Leo med sin syster Eulalia (Hildur Lehmus) och den här intrigen ger jaktresan oanade följder...

## Medverkande[2]
- Väinö Lehmus - Semaforus Obstinatus Fasán
- Matti Jurva - Nimrod Resptén
- Birger Pohjanheimo - Felix Leo Fasán
- Saima Lehmus - Kerttu
- Hildur Lehmus - Eulalia
- Onni Veijonen - Jallu Äkkivaara